# Ралф Р. Олерц
Ралф Р. Олерц (1964) немачки је композитор и, заједно са Тулом Лимнејос, уметнички директор Плесне сцене – Хала у Берлину (HALLE TANZBÜHNE BERLIN), као и Плесне компаније Туле Лимнејос (cie. toula limnaios), коју су заједно основали 1996. године у Бриселу.

## Живот и рад
Ралф Р. Олерц је студирао композицију, електро-акустичну музику, клавир и дириговање у Нирнбергу и Диселдорфу. Године 1988. именован је за музичког директора Позоришта у Вуперталу (Wuppertaler Schauspielhaus). Стипендија му је омогућила одлазак у Италију на даље усавршавање студија композиције у класи Салватора Скарина, након чега је наставио школовање на Универзитету уметности Фолкванг (Folkwang Hochschule) у Есену, где је димпомирао композицију у класи Николауса А. Хубера и електроакустичну музику у класи Дирка Рајта. Олерц је основао Ансамбл за нову музику Го ахед (go ahead) и интензивно сарађивао са визуелним уметницима. Писао је и продуцирао радио драме у сарадњи са ауторима Кларенсом Барлоуом и Хартмутом Геркеном и три године као музички директор сарађивао са Клаудијом Лихтблау.
У марту 2002. године опера Судар коју је компоновао заједно за Вилијем Даумом, премијерно је изведена на сцени Државне опере у Хановеру (Staatsoper Hannover), а постављена је и на сцену Државне опере у Штутгарту (Staatsoper Stuttgart) 2006. године.
Од 1996. године Ралф Р. Олерц заједно за Тулом Лимнејос води Плесну компанију Туле Лимнејос, а од 2003. године и Плесну сцену – Хала у Берлину.
Последњих година Олерц пише не само камерну и оркестарску музику, већ и електро-акустичну, позоришну и филмску музику, као и радио драме, а многа од његових дела награђена су међународним признањима и грантовима. Његово композиторско и диригентско стваралаштво путовало је широм Европе, Јужне Америке, Аустралије, Јапана, Африке и Сједињених Америчких Држава, путем радио таласа, позорница и малих екрана.